# Episodi di Skylanders Academy (terza stagione)
La terza stagione della serie a cartoni animati Skylanders Academy è stata trasmessa in prima visione su Netflix il 28 settembre 2018.
| nº | Titolo originale                  | Titolo italiano                                | Prima TV          |
| -- | --------------------------------- | ---------------------------------------------- | ----------------- |
| 26 | Power Struggle                    | Lotta di potere                                | 28 settembre 2018 |
| 27 | The Truth is in Here              | La verità è qui dentro                         | 28 settembre 2018 |
| 28 | Sky Hard                          | Una missione difficile                         | 28 settembre 2018 |
| 29 | A Traitor Among Us                | Un traditore tra noi                           | 28 settembre 2018 |
| 30 | In Like Flynn                     | Il capitano Flynn                              | 28 settembre 2018 |
| 31 | Weekend at Eon's                  | Weekend con Eon                                | 28 settembre 2018 |
| 32 | Road Rage                         | Rabbia al volante                              | 28 settembre 2018 |
| 33 | Three Sides to Every Story        | Tre punti di vista                             | 28 settembre 2018 |
| 34 | Days of Future Crash              | Giorni di un futuro Crash                      | 28 settembre 2018 |
| 35 | Off to the Races                  | Via di corsa!                                  | 28 settembre 2018 |
| 36 | Split                             | Il bene e il male                              | 28 settembre 2018 |
| 37 | Raiders of the Lost Arkus: Part 2 | I predatori dell'Arkus perduta (prima parte)   | 28 settembre 2018 |
| 38 | Raiders of the Lost Arkus: Part 2 | I predatori dell'Arkus perduta (seconda parte) | 28 settembre 2018 |